# كفر عسكر شنديد
قرية كفر عسكر شنديد هي إحدى القرى التابعة لمركز إيتاي البارود في محافظة البحيرة في جمهورية مصر العربية. حسب إحصاءات سنة 2006، بلغ إجمالي السكان في كفر عسكر شنديد 3559 نسمة، منهم 1771 رجل و1788 امرأة.